# Henry Franklin Bain
Henry Franklin Bain (Arkansas, 25 de diciembre de 1893 - Filipinas 18 de junio de 1943) fue un botánico y micólogo estadounidense. Realizó estudios de grado por la Universidad de Míchigan.
Enrolado en las fuerzas armadas, en la Segunda Guerra Mundial, sargento de Estado Mayor de Ejército de EE. UU., muerto en combate, al precipitarse su bombardero en San José, isla de Mindoro, Filipinas, el 18 de junio de 1943.
- La abreviatura «H.F.Bain» se emplea para indicar a Henry Franklin Bain como autoridad en la descripción y clasificación científica de los vegetales.[2]